# Seika Izawa
Seika Izawa (en japonés: 伊澤星花; romanizado: Seika Izawa) (Utsunomiya, 1 de noviembre de 1997) es una artista marcial mixta japonesa que compite en la división de peso átomo de Rizin Fighting Federation.
En enero de 2022, fue posicionada como la mejor luchadora en peso átomo para los sitios Fight Matrix y Sherdog.

## Primeros años
Izawa comenzó a practicar judo a la edad de cuatro años, y se inició en la lucha libre en el cuarto grado de la escuela primaria. Representando a la Escuela Secundaria Sakushin Gakuin, Izawa quedó tercera en el Torneo Nacional Japonés de Lucha de la Escuela Secundaria 2012 y quinta en el Campeonato Nacional de Judo de la Escuela Secundaria. Izawa ganó el segundo lugar en el Campeonato Femenino de Sumo de todo Japón en la categoría de peso ultraligero.

## Carrera de artes marciales mixtas
Izawa comenzó a entrenar artes marciales mixtas en junio de 2020 debido a que la pandemia del coronavirus le impedía competir en judo.

### Jewels
Comienzos
Izawa hizo su debut profesional contra Mika Arai en Deep Jewels 30 el 31 de octubre de 2020. Ganó la pelea por decisión unánime.
Izawa estaba programada para enfrentarse a la campeona interina del peso paja Miki Motono en un combate sin título en Deep Jewels 32 el 19 de diciembre de 2020. Ganó la pelea por decisión unánime, con puntuaciones de 30-27, 30-27 y 29-28.
Campeonato de peso paja
Izawa y Miki Motono lucharon en la revancha por el campeonato interino de peso paja en Deep Jewels 33 el 19 de junio de 2021, y ganó el combate por sumisión en el primer asalto, obligando a Motono a golpear con una armbar en el minuto 3:32. Fue la primera victoria por sumisión de Motono. Fue la primera victoria por KO de su carrera profesional. Izawa fue ascendida a campeona indiscutible el 15 de marzo de 2022, después de que Mizuki Inoue dejara vacante el cinturón.
Izawa debutó en el peso átomo contra Si Woo Park en el DEEP 104 Impact el 23 de octubre de 2021. Ganó el combate por decisión unánime, con puntuaciones de 28-27, 29-26 y 29-26. A Park se le descontaron dos puntos en el combate por decisión unánime. A Park se le descontaron dos puntos en el segundo asalto por una patada ilegal de fútbol. Tras esta victoria, Fight Matrix reconoció a Izawa como la quinta mejor peso átomo del mundo.

### Rizin FF
Campeonato super atómico
El 31 de diciembre de 2021, Izawa se enfrentó a Ayaka Hamasaki, actual campeona del peso superatómico de Rizin, en un combate no oficial celebrado en Rizin 33 - Saitama, en el que se impuso por nocaut técnico a Hamasaki con una mezcla de codazos y puñetazos. Fue la primera victoria por nocaut de su carrera profesional. Después de vencer a Hamasaki, Izawa fue clasificada como la mejor peso atómico del mundo tanto por Fight Matrix como por Sherdog.
Izawa desafió a la actual campeona de peso superatómico de Rizin, Ayaka Hamasaki, en Rizin 35 el 16 de abril de 2022. Una vez más, fue capaz de utilizar su grappling superior para ganar la pelea por decisión unánime.
Super Atomweight Grand Prix
En una rueda de prensa celebrada por Rizin el 7 de julio de 2022, se anunció que Izawa participaría en un grand prix de ocho mujeres, con un premio de 7 millones de yenes para la ganadora final del torneo. Izawa se enfrentó a la invicta Laura Fontoura en los cuartos de final del torneo, que se celebraron en Rizin 37 - Saitama el 31 de julio de 2022. Ganó la pelea por una sumisión en la primera ronda, obligando a Fontoura a golpear con una guillotina en el minuto 3:47 de la primera ronda.
Se esperaba que Izawa se enfrentara a Rena Kubota en las semifinales del torneo, en Rizin 38 el 25 de septiembre de 2022. Sin embargo, Kubota se vio obligada a retirarse del combate, ya que la fractura del hueso orbital que sufrió en su anterior combate aún no se había curado. Kubota fue sustituida por Anastasiya Svetkivska. Izawa ganó el combate por sumisión en el segundo asalto, ya que obligó a su rival a hacer una llave de brazo a falta de cuatro segundos para el final del asalto.
Izawa volvió a enfrentarse a Si Woo Park en la final del Gran Premio de Rizin del peso superatómico el 31 de diciembre de 2022 en Rizin 40. Ganó el Gran Premio y el combate en un reñido combate por decisión dividida.
El 31 de diciembre de 2024, Izawa se enfrentó a la argentina Lucia Apdelgarim en Rizin 49. Ganó el combate por sumisión en el primer asalto.

## Vida personal
El 30 de junio de 2022, Izawa anunció su compromiso con el también artista de artes marciales mixtas Kosuke "CORO" Terashima.

## Campeonatos y logros
- Jewels
  - Campeonato de Peso Paja de Jewels (una vez)
  - Campeonato de Átomo de Jewels
- Rizin Fighting Federation
  - Campeonato de Peso Súper Átomo Femenino de Rizin FF (2023)
  - Campeona del Gran Premio de Peso Súper Átomo Femenino de Rizin 2022

## Récord en artes marciales mixtas
| Resultado | Récord | Oponente              | Método                        | Evento                   | Fecha                    | Ronda | Tiempo | Localización |
| --------- | ------ | --------------------- | ----------------------------- | ------------------------ | ------------------------ | ----- | ------ | ------------ |
| Victoria  | 16–0   | Yu Jin Shin           | Sumisión (arm-triangle choke) | Rizin FF - Super Rizin 4 | 27 de julio de 2025      | 1     | 2:24   | Saitama      |
| Victoria  | 15–0   | Lucia Apdelgarim      | Sumisión (armbar)             | Rizin FF - Rizin 49      | 31 de diciembre de 2024  | 1     | 2:21   | Saitama      |
| Victoria  | 14–0   | Kanna Asakura         | Decisión (unánime)            | Rizin FF - Rizin 48      | 29 de septiembre de 2024 | 3     | 5:00   | Saitama      |
| Victoria  | 13–0   | Si Yoon Park          | Sumisión (ninja choke)        | Deep Jewels 44           | 24 de marzo de 2024      | 2     | 0:58   | Tokio        |
| Victoria  | 12–0   | Miyuu Yamamoto        | Sumisión (rear-naked choke)   | Rizin 45                 | 31 de diciembre de 2023  | 2     | 0:37   | Saitama      |
| Victoria  | 11–0   | Claire Lopez          | Sumisión (ninja choke)        | Deep Jewels 41           | 28 de mayo de 2023       | 1     | 3:31   | Saitama      |
| Victoria  | 10–0   | Suwanan Boonsorn      | Sumisión (split)              | Super Rizin 2            | 30 de julio de 2023      | 1     | 1:06   | Tokio        |
| Victoria  | 9–0    | Si Woo Park           | Decisión (Split)              | Rizin 40                 | 31 de diciembre de 2022  | 3     | 5:00   | Saitama      |
| Victoria  | 8–0    | Anastasiya Svetkivska | Sumisión (armbar)             | Rizin 38                 | 25 de septiembre de 2022 | 2     | 4:56   | Saitama      |
| Victoria  | 7–0    | Laura Fontoura        | Sumisión (guillotine choke)   | Rizin 37                 | 31 de julio de 2022      | 1     | 3:47   | Saitama      |
| Victoria  | 6–0    | Ayaka Hamasaki        | Decisión (unánime)            | Rizin 35                 | 17 de abril de 2022      | 3     | 5:00   | Chōfu        |
| Victoria  | 5–0    | Ayaka Hamasaki        | TKO (codazos y puñetazos)     | Rizin 33                 | 31 de diciembre de 2021  | 2     | 2:50   | Saitama      |
| Victoria  | 4–0    | Si Woo Park           | Decisión (unánime)            | DEEP 104 Impact          | 23 de octubre de 2021    | 3     | 5:00   | Tokio        |
| Victoria  | 3–0    | Miki Motono           | Sumisión (armbar)             | Deep Jewels 33           | 19 de junio de 2021      | 1     | 3:32   | Tokio        |
| Victoria  | 2–0    | Miki Motono           | Decisión (unánime)            | Deep Jewels 32           | 7 de marzo de 2021       | 3     | 5:00   | Tokio        |
| Victoria  | 1–0    | Mika Arai             | Decisión (unánime)            | Deep Jewels 30           | 31 de octubre de 2020    | 3     | 5:00   | Tokio        |